# イヴの夜
「イヴの夜」（イヴのよる）は、日本のフォークデュオ・遊吟のインディーズ6作目のシングル。

## 概要
- 前作「七色の変光星」から2か月を置いてのシングル。

## 収録曲
1. イヴの夜
作詞・作曲：すぐる
2. 地球儀
作詞・作曲：しんじ
3. カフェラテ
作詞・作曲：すぐる

## 楽曲の収録アルバム
- Days (#2,3)